# Alejandro Saravia
Alejandro Saravia est un journaliste, poète, nouvelliste et romancier écrivain bolivien-canadien né à Cochabamba en Bolivie le 9 février 1962.

## Biographie
Né en 1962 à Cochabamba, en Bolivie, il immigre à Montréal, au Canada, en 1986. Il s'installe ensuite à Brossard, Québec, Canada, et travaille comme journaliste à Montréal. Il a fait des études en communication à l'Université catholique bolivienne San Pablo, et de littérature à l'Université Mayor de San Andrés (La Paz), et à l'Université de Montréal (Canada).
La publication d'un roman, Rojo, amarillo y verde (2003), traitant sur de dernier coup d'État en Bolivie et les expériences de son personnage central, Alfredo Cutipa en terre canadienne, en a fait un des écrivains latino-canadiens contemporains dédié à la thématique de l'immigration et la construction identitaire dans un contexte pluriculturel.
En plus de participer à des rencontres littéraires et des lectures à Montréal, Ottawa, Toronto, Calgary et Vancouver, il a participé à des événements comme le Festival de Poesía y Arte de La Habana, Festival Ritmo y Color au Harbourfront Centre de Toronto, Yellow Door Readings et le Festival littéraire international de Montréal, Metropolis Bleu. Certains de ses écrits ont été publiés dans des magazines et des journaux à Montréal, Toronto et Ottawa. Il a aussi participé à des publications électroniques créées au Mexique, à Boston et à Caracas.
Ses textes figurent aussi dans certaines œuvres collectives et anthologies telles Borealis Antología Literaria de El Dorado (Verbum Veritas – La cita trunca Editores, Ottawa, 2011), Dieciocho voces de la poesía hispano-canadiense (Acento Editores, Guadalajara, México, 2009), Cuentos de nuestra palabra en Canadá: primera hornada (Editorial Nuestra Palabra, Toronto, 2009), Las imposturas de Eros, cuentos de amor en la posmodernidad (Editorial Lugar Común, Ottawa, 2009), The Fourth River  (Chatham University, Pittsburgh, 2009) Retrato de una nube, Primera antología del cuento hispano canadiense (Editorial Lugar Común, Ottawa, 2008), La poésie prend le métro (Éditions Adage, Montréal, 2004) et Boreal, Antología de poesía latinoamericana en Canadá, (Editorial Verbum Veritas – La cita trunca, Ottawa, 2002). Il fait actuellement partie du collectif du comité éditorial The Apostles Review, publication littéraire montréalaise publiée deux fois par an.